# Pius Olowu
Pius Olowu (* 21. Juni 1948) ist ein ehemaliger ugandischer Sprinter.
Bei den British Commonwealth Games 1974 in Christchurch wurde er Silber über 400 m, wobei er im Vorlauf mit 46,52 m seine persönliche Bestzeit aufstellte, und Bronze in der 4-mal-400-Meter-Staffel.